# Тиберий Семпроний Гракх (консул 238 пр.н.е.)
Вижте пояснителната страница за други личности с името Тиберий Семпроний Гракх.
Тиберий Семпроний Гракх (на латински: Tiberius Sempronius Gracchus) e политик на Римската република през 3 век пр.н.е.
Гракх е баща на Тиберий Семпроний Гракх (консул 215 и 213 пр.н.е.) и на Публий Семпроний Гракх, който е баща на Тиберий Семпроний Гракх (консул 177 пр.н.е.), който е баща на двамата прочути Гракх – братя (Тиберий и Гай Гракх). Тиберий Семпроний Гракх е тяхен прадядо.
Тиберий Семпроний Гракх минава през всички служби на cursus honorum. Като едил той осъжда Клавдия, дъщерята на Апий Клавдий Цек, на висока парична глоба. С тези пари той плаща голяма част от за новопостроения храм на Юпитър – храм Либертас на Авентин.
През 238 пр.н.е. Семпроний Гракх е избран за консул заедно с Публий Валерий Фалтон и се бие против лигурите и по-късно на Сардиния и Корсика, където завладява между другото и Алерия.